# HMS Worcester (1843)
Pour les autres navires du même nom, voir HMS Worcester.
Le HMS Worcester est un navire de ligne de quatrième rang de 1 500 tonnes et armée de 52 canons, lancée en 1843. 